# Décathlon aux Jeux olympiques d'été de 1948
Pour un article plus général, voir Athlétisme aux Jeux olympiques d'été de 1948.
Navigation
Berlin 1936 Helsinki 1952
L'épreuve du décathlon aux Jeux olympiques de 1948 s'est déroulée les 5 et 6 août 1948 au Stade de Wembley de Londres, au Royaume-Uni. Elle est remportée par l'Américain Bob Mathias.

## Résultats
Classement final :
| Rang               | Athlète                         | Total | 100 m      | Long.       | Poids       | Haut.       | 400 m      | 110 m H    | Disque      | Perche     | Jav.        | 1 500 m        |
| ------------------ | ------------------------------- | ----- | ---------- | ----------- | ----------- | ----------- | ---------- | ---------- | ----------- | ---------- | ----------- | -------------- |
| Médaille d'or      | Bob Mathias (USA)               | 7139  | 787 11.2 s | 703 6.615 m | 719 13.04 m | 859 1.86 m  | 780 51.7 s | 818 15.7 s | 769 44.0 m  | 692 3.5 m  | 593 50.32 m | 354 5:11.0 min |
| Médaille d'argent  | Ignace Heinrich (FRA)           | 6974  | 760 11.3 s | 775 6.895 m | 701 12.85 m | 859 1.86 m  | 785 51.6 s | 833 15.6 s | 739 40.94 m | 575 3.2 m  | 430 40.98 m | 517 4:43.8 min |
| Médaille de bronze | Floyd Simmons (USA)             | 6950  | 787 11.2 s | 731 6.725 m | 696 12.8 m  | 859 1.86 m  | 770 51.9 s | 896 15.2 s | 509 32.73 m | 652 3.4 m  | 624 51.99 m | 426 4:58.0 min |
| 4                  | Enrique Kistenmacher (en) (ARG) | 6929  | 872 10.9 s | 825 7.080 m | 684 12.67 m | 671 1.70 m  | 845 50.5 s | 736 16.3 s | 744 41.11 m | 575 3.2 m  | 499 45.06 m | 478 4:49.6 min |
| 5                  | Erik Andersson (en) (SWE)       | 6877  | 686 11.6 s | 698 6.595 m | 683 12.66 m | 727 1.75 m  | 765 52.0 s | 790 15.9 s | 599 36.07 m | 733 3.6 m  | 607 51.04 m | 589 4:34.0 min |
| 6                  | Peter Mullins (en) (AUS)        | 6739  | 787 11.2 s | 711 6.645 m | 691 12.75 m | 822 1.83 m  | 706 53.2 s | 896 15.2 s | 541 33.94 m | 652 3.4 m  | 612 51.32 m | 321 5:17.6 min |
| 7                  | Per Axel Eriksson (en) (SWE)    | 6731  | 618 11.9 s | 751 6.80 m  | 617 11.96 m | 786 1.80 m  | 740 52.5 s | 749 16.2 s | 567 34.91 m | 613 3.3 m  | 715 56.7 m  | 575 4:35.8 min |
| 8                  | Irving Mondschein (en) (USA)    | 6715  | 760 11.3 s | 754 6.810 m | 690 12.74 m | 822 1.83 m  | 785 51.6 s | 698 16.6 s | 674 38.74 m | 692 3.5 m  | 363 36.81 m | 477 4:49.8 min |
| 9                  | Edward Adamczyk (en) (POL)      | 6712  | 662 11.7 s | 825 7.08 m  | 735 13.2 m  | 727 1.75 m  | 740 52.5 s | 804 15.8 s | 685 39.11 m | 652 3.4 m  | 476 43.7 m  | 406 5:01.4 min |
| 10                 | Godtfred Holmvang (NOR)         | 6663  | 576 12.1 s | 739 6.75 m  | 637 12.17 m | 671 1.7 m   | 720 52.9 s | 723 16.4 s | 656 38.11 m | 652 3.4 m  | 656 53.66 m | 633 4:28.6 min |
| 11                 | Per Stavem (en) (NOR)           | 6552  | 597 12.0 s | 726 6.705 m | 805 13.89 m | 786 1.8 m   | 585 56.0 s | 723 16.4 s | 743 41.06 m | 575 3.2 m  | 639 52.79 m | 373 5:07.4 min |
| 12                 | Örn Clausen (ISL)               | 6444  | 814 11.1 s | 686 6.545 m | 703 12.87 m | 786 1.8 m   | 639 54.7 s | 776 16.0 s | 606 36.34 m | 575 3.2 m  | 484 44.16 m | 375 5:07.0 min |
| 13                 | Yrjö Mäkelä (en) (FIN)          | 6421  | 618 11.9 s | 603 6.20 m  | 725 13.10 m | 786 1.8 m   | 656 54.3 s | 597 17.5 s | 600 36.12 m | 575 3.2 m  | 835 62.55 m | 426 4:58.0 min |
| 14                 | Pierre Sprecher (FRA)           | 6401  | 618 11.9 s | 646 6.38 m  | 641 12.22 m | 563 1.6 m   | 775 51.8 s | 686 16.7 s | 625 37.02 m | 501 3.0 m  | 757 58.79 m | 589 4:34.0 min |
| 15                 | Kjell Tånnander (SWE)           | 6325  | 686 11.6 s | 695 6.58 m  | 668 12.5 m  | 859 1.86 m  | 647 54.5 s | 723 16.4 s | 610 36.5 m  | 575 3.2 m  | 475 43.65 m | 387 5:04.8 min |
| 16                 | Wacław Kuźmicki (en) (POL)      | 6153  | 597 12.0 s | 690 6.565 m | 652 12.34 m | 671 1.7 m   | 656 54.3 s | 587 17.6 s | 655 38.06 m | 575 3.2 m  | 539 47.34 m | 531 4:41.8 min |
| 17                 | Hannes Sonck (en) (FIN)         | 6142  | 618 11.9 s | 728 6.715 m | 605 11.83 m | 7227 1.75 m | 618 55.2 s | 674 16.8 s | 561 34.71 m | 652 3.4 m  | 555 48.24 m | 404 5:01.8 min |
| 18                 | Davorin Marčelja (en) (YUG)     | 6141  | 576 12.1 s | 568 6.05 m  | 638 12.19 m | 671 1.7 m   | 652 54.4 s | 597 17.5 s | 695 39.44 m | 613 3.3 m  | 688 55.34 m | 443 4:55.2 min |
| 19                 | Witold Gerutto (POL)            | 6106  | 576 12.1 s | 534 5.905 m | 871 14.53 m | 671 1.7 m   | 610 55.4 s | 651 17.0 s | 765 41.8 m  | 501 3.0 m  | 607 51.06 m | 320 5:17.8 min |
| 20                 | Hernán Figueroa (en) (CHI)      | 6026  | 686 11.6 s | 651 6.405 m | 520 10.87 m | 859 1.86 m  | 730 52.7 s | 640 17.1 s | 614 36.62 m | 575 3.2 m  | 387 38.31 m | 364 5:09.0 min |
| 20                 | Hércules Azcune (en) (URU)      | 6026  | 686 11.6 s | 656 6.425 m | 637 12.17 m | 671 1.7 m   | 656 54.3 s | 710 16.5 s | 515 32.98 m | 652 3.4 m  | 465 43.05 m | 378 5:06.4 min |
| 22                 | Jacques Crétaine (en) (FRA)     | 5829  | 686 11.6 s | 656 6.425 m | 512 10.78 m | 616 1.65 m  | 635 54.8 s | 618 17.3 s | 679 38.9 m  | 652 3.4 m  | 469 43.26 m | 306 5:20.8 min |
| 23                 | Fritz Nussbaum (en) (SUI)       | 5808  | 618 11.9 s | 637 6.345 m | 533 11.02 m | 563 1.6 m   | 687 53.6 s | 710 16.5 s | 530 33.54 m | 613 3.3 m  | 518 46.13 m | 399 5:02.6 min |
| 24                 | Mario Recordón (en) (CHI)       | 5730  | 640 11.8 s | 575 6.085 m | 571 11.45 m | 671 1.7 m   | 674 53.9 s | 804 15.8 s | 536 33.77 m | 431 2.8 m  | 383 38.06 m | 445 4:54.8 min |
| 25                 | Lionel Fournier (en) (CAN)      | 5590  | 686 11.6 s | 678 6.510 m | 482 10.42 m | 616 1.65 m  | 647 54.5 s | 607 17.4 s | 498 32.31 m | 575 3.2 m  | 454 42.39 m | 347 5:12.4 min |
| 26                 | Albert Dayer (en) (BEL)         | 5586  | 597 12.0 s | 516 5.825 m | 663 12.45 m | 616 1.65 m  | 543 57.1 s | 422 19.5 s | 757 41.54 m | 501 3.0 m  | 564 48.71 m | 407 5:01.2 min |
| 27                 | Oskar Gerber (en) (SUI)         | 5558  | 618 11.9 s | 547 5.96 m  | 585 11.61 m | 563 1.6 m   | 635 54.8 s | 674 16.8 s | 551 34.32 m | 575 3.2 m  | 455 42.44 m | 355 5:10.8 min |
| 28                 | Sayed Moukhtar (en) (EGY)       | 5031  | 640 11.8 s | 448 5.51 m  | 533 11.02 m | 462 1.5 m   | 635 54.8 s | 557 17.9 s | 612 36.54 m | 285 2.35 m | 491 44.59 m | 368 5:08.4 min |
| NC                 | Baldev Singh (en) (IND)         | DNF   | 640 11.8 s | 708 6.63 m  | 451 10.05 m | 671 1.7 m   | 543 57.1 s | 762 16.1 s | 430 29.63 m | DNS        | DNS         | DNS            |
| NC                 | Josef Seger (en) (LIE)          | DNF   | 536 12.3 s | 543 5.945 m | 398 9.4 m   | 616 1.65 m  | 597 55.7 s | 485 18.7 s | 404 28.6 m  | DNS        | DNS         | DNS            |
| NC                 | Eduardo Julve (en) (PER)        | DNF   | 686 11.6 s | 716 6.665 m | 718 13.03 m | 616 1.65 m  | 692 53.5 s | DNS        | DNS         | DNS        | DNS         | DNS            |
| NC                 | Oto Rebula (en) (YUG)           | DNF   | 686 11.6 s | 683 6.53 m  | 580 11.55 m | 563 1.6 m   | 614 55.3 s | DNS        | DNS         | DNS        | DNS         | DNS            |
| NC                 | René Kremer (en) (LUX)          | DNF   | 710 11.5 s | 615 6.255 m | 591 11.67 m | 563 1.6 m   | 566 56.5 s | DNS        | DNS         | DNS        | DNS         | DNS            |
| NC                 | Gebhard Büchel (en) (LIE)       | DNF   | 464 12.7 s | 457 5.55 m  | 477 10.36 m | 368 1.4 m   | DNS        | DNS        | DNS         | DNS        | DNS         | DNS            |
| NC                 | Armin Scheurer (SUI)            | DNF   | 499 12.5 s | DNS         | DNS         | DNS         | DNS        | DNS        | DNS         | DNS        | DNS         | DNS            |